# Lars Hedegaard
 (novembre 2015).
Pour les articles homonymes, voir Hedegaard.
Lars Hedegaard, né le 19 septembre 1942 à Horsens au Danemark, est un historien, un journaliste et un écrivain danois.